# بازوورث (میزوری)
بازوورث (به انگلیسی: Bosworth) یک شهر در ایالات متحده آمریکا است که در شهرستان کرول، میزوری واقع شده‌است. بازوورث ۱٫۴۲ کیلومتر مربع مساحت و ۳۰۵ نفر جمعیت دارد و ۲۳۳ متر بالاتر از سطح دریا قرار دارد.